# 갈리아 벨기카
갈리아 벨기카(라틴어: Gallia Belgica)는 갈리아 전쟁 이전까지 벨가이로 불렸던 민족이 로마 제국에 편입되며 생겨난 속주이다. 현재의 네덜란드, 벨기에, 룩셈부르크, 북동부 프랑스와 북서부 독일이 갈리아 벨기카에 해당한다.
갈리아 전쟁 직후 갈리아 코마타의 일부로 되었다가 후에 갈리아 벨기카로 분리되었다. 1세기에 갈리아의 행정구역이 재구성될 때 갈리아 벨기카의 북부는 게르마니아 인페리오르로 분리되어 나갔고 갈리아 벨기카는 남쪽으로 확장되어 레앙까지 포함하게 되었다.
이 지역은 5세기 클로비스 1세의 메로빙거 왕조의 중심지가 되었으며 8세기에는 카롤링거 왕조의 중심지가 되었다. 샤를마뉴의 아들 루이 1세의 사후 갈리아 벨기카 지역은 서부 프란키아와 동부 프란키아로 분할되었다.